# Кьосето, Андон
Андон Лазов Янев (болг. Андон Лазов Янев), прозванный Кьосето, — болгарский революционер, член Внутренней македонской революционной организации (ВМРО).. Хотя он идентифицировал себя как болгарин, согласно историографии Северной Македонии, он был этническим македонцем.

## Биография

### Ранние годы
Андон Кьосето родился в 1855 году в деревне Голозинци (вилайет Манастир, Османская империя). До 16 лет он работал пастухом со своими двумя братьями и двумя сестрами. После того как их отца арестовали и увезли в Салоники, они переехали в Велес в дом своего дяди. В Велесе Андон убил видного турка и бежал в Салоники, где вступил в революционную организацию ВМРО. Вначале он выполнял простые задачи, которые возлагались на него этой организацией. Андон действовал под началом Дамяна Груева, который отдавал ему приказы на выполнение определённых заданий для организации. Позднее он работал извозчиком у одного из основателей ВМРО Христо Татарчева, маскируя тем самым свою нелегальную деятельность. В то время его брат Никола, приехавший в Салоники, поступил на службу к турецким властям. По предложению Андона Кьосето организация убила его брата, чтобы он не смог предать её. Андон также участвовал в казни сербского преподавателя Пейчиновича в Салониках. С помощью Аргира Манасиева он убил грекофилла Цицо из города Гевгелия. Кьосето вернулся в Салоники, но ненадолго, потому что турецкие власти начали против него расследование. Вместе с группой революционеров Илии Крчовалияты и Михаила Апостолова он собирал деньги с видных жителей села Горно-Броди, а затем объезжал район Килкиса. Там Андон Кьосето вместе с несколькими своими друзьями похитил сына богатого человека, а через 25 дней получил 1000 лир в качестве выкупа. Из-за некоторых недоразумений его революционная группа была арестована в Болгарии. Гоце Делчев и Антон Бозуков способствовали их освобождению. Во время своего пребывания в Софии Кьосето выполнял приказы Гоце Делчева. Позже Андон Кьосето, Гоце Делчев и Михаил Апостолов предприняли неудачную попытку добыть деньги путём похищения бея из Струмицы. В 1897 году вместе с Михаилом Апостоловым Кьосето организовал отряд революционеров, действовавший в районах Килкиса, Дойрана, Гевгелии, Горни-Пороя, Малешево и Струмицы. После убийства румынского публициста Штефана Михайляну и слухов о грядущей войне между Болгарией и Румынией они отправились в Кюстендил, а затем в Софию. Там Кьосето посетил представительный орган революционной организации и встречался с Гоце Делчевым, Борисом Сарафовым, Михаилом Герджиковым и другими. До убийства Михаила Апостолова в марте 1902 года Андон Кьосето был лидером революционного отряда в районе Струмицы, а затем и в районе Килкиса. С 1900 года он поддерживал контакты с Яне Санданским, а 1901 году участвовал в «деле Мисс Стоун».

### В период Илинденского восстания
Во время Илинденского восстания Андону Кьосето было приказано вместе с Георги Петровым и Лукой Ивановым возглавить революционный отряд в районе Прилепа. В деревне Трояци он затеял небольшое сражение с турецкими войсками и, разделившись с Георги Петровым, Лукой Ивановым и Пере Тошевым, отправился в район Велеса. 17 октября 1903 года, прежде чем покинуть деревню Скачинци, Андон Кьосето вместе с 30 революционерами вступил в бой на «Клепате» против 500 турецких солдат. Борис Сарафов с группой из 70 бойцов подоспел ему на помощь и ударил по турецким силам с тыла. Только четыре члена ВМРО были убиты, в отличие от 65 погибших с турецкой стороны. Отрядам революционеров удалось скрыться ночью. Они также сумели избежать две засады, устроенные им турецкими солдатами. Из села Просениково повстанцы направились к границе с Болгарией и прибыли в Кюстендил в середине декабря 1903 года.

### Балканские войны и Первая мировая война
В период Балканских войн Андон Кьосето, Йонко Вапцаров, Георги Занков, Тоше Колагов, Таско Кочеринский, Михаил Чаков, Лазар Топалов, Стефан Чавдаров, Пейо Яворов и другие сформировали революционную группу, которую возглавил Христо Чернопеев. Группа содействовала 27-му Чепинскому полку Болгарской армии в его атаке на Мехомию. Впоследствии Андон Кьосето служил в штабе 13-го Кукушского отделения Македонско-адрианопольского добровольческого корпуса. Во время Первой мировой войны он поддерживал болгарскую военную администрацию в Македонии.

### После Первой мировой войны
После Первой мировой войны Кьосето перебрался в Болгарию, где поселился в Горна-Джумае. В 1934 он стал членом общества Македонско-адрианопольского добровольческого корпуса в этом городе.

### После Второй мировой войны
В течение нескольких послевоенных лет югославский и болгарский лидеры Иосип Броз Тито и Георгий Димитров работали над проектом объединения двух своих стран в Балканскую федерацию. Болгарские власти признали наличие особой македонской этнической принадлежности и языка среди части болгарского населения. Центром этих событий был город Горна-Джумая, где в то время жил Кьосето. 23-24 мая 1948 года в Скопье состоялся второй съезд Народного фронта Македонии, на котором выступил президент Социалистической Республики Македонии Лазар Колишевский. Через месяц Кьосето прислал приветственную телеграмму, в которой выразил надежду, что македонский народ скоро будет жить, раз и навсегда, под одной крышей.
Однако вскоре возникли разногласия по македонскому вопросу. В то время как Димитров представлял себе государство, в котором Югославия и Болгария будут играть равные роли, а Македония будет так или иначе присоединена к Болгарии, Тито видел Болгарию как седьмую республику в расширенной Югославии, жёстко управляемой из Белграда . Их разногласия распространялись и на национальный вопрос о македонцах — в то время как Димитров считал их ответвлением от болгар, Тито рассматривал их как независимую нацию, которая не имела ничего общего с болгарами. Таким образом, первоначальная терпимость к македонизации Пиринской Македонии постепенно переросла в откровенную тревогу по этому поводу.
В конце концов постепенное изменение этой политики началось в Болгарии сразу же после тито-сталинского раскола. В последующие годы Болгарская коммунистическая партия постепенно вернулась к мнению, что македонская нация и язык не существовали до 1945 года и, следовательно, не существуют вообще. В результате югославское правительство представило в начале 1950-х годов меморандум в ООН, в котором население болгарской Македонии было объявлено «югославо-македонским меньшинством», преследуемым и терроризируемым властями Софии. Много старых революционеров ВМРО, таких как Георги Попристов, Димитар Занешев, Лазар Томов, Александра Хаджидимова, Ольга Чекаларова (жена Васила Чекаларова), Андон Кьосето и другие подписали специальную декларацию против этих югославских притязаний. Андон Кьосето умер в Благоевграде в 1953 году.

## Споры вокруг памятника в Македонии
В 2014 году у здания Верховного суда в Скопье был установлен памятник Андоне Кьосето. Он был частью спорного проекта Скопье-2014 и подвергся резкой критике со стороны СМИ Македонии, причём Кьосето назывался террористом и массовым убийцей. В феврале 2018 года памятник был демонтирован как один из самых спорных в проекте Скопье-2014. Это был первый шаг в последовательном сносе памятников, возведённых в ходе реализации этого проекта, решение о чём было принято осенью 2017 года новым правительством страны.